# Брајант (Вашингтон)
Брајант (енгл. Bryant) насељено је место без административног статуса у америчкој савезној држави Вашингтон.

## Демографија
По попису из 2010. године број становника је 1.870.
| Група             | 2000.    | 2010.         |
| Белци             | 0 (0,0%) | 1.743 (93,2%) |
| Афроамериканци    | 0 (0,0%) | 4 (0,2%)      |
| Азијати           | 0 (0,0%) | 16 (0,9%)     |
| Хиспаноамериканци | 0 (0,0%) | 52 (2,8%)     |
| Укупно            | 0        | 1.870         |